# التنافس في الكريكيت بين الهند وباكستان
يعد التنافس بين الهند وباكستان من أشد المنافسات الرياضية في العالم. وتُعد المواجهات بين الفريقين من أبرز المباريات الرياضية عالميًا ومن أكثرها مشاهدة.
فازت الهند بـ12 بطولة من بطولات مجلس الكريكيت الدولي، مقارنة بخمس بطولات لباكستان. وعلى مستوى الفِرق الأولى، حققت الهند 7 بطولات لكأس العالم (2 كأس العالم للكريكيت، 2 كأس العالم تي توينتي، 3 كأس أبطال مجلس الكريكيت الدولي [الإنجليزية])، بينما حصدت باكستان 3 بطولات (1 كأس العالم للكريكيت، 1 كأس العالم تي توينتي، و1 كأس أبطال الكريكيت الدولي). كما هيمنت الهند على المواجهات المباشرة في كأس العالم، إذ فازت في 14 من أصل 15 مباراة أمام باكستان، منها 8–0 في كأس العالم ODI (50-أوفر)، و7–1 في كأس العالم T20.
وقد ساهم التوتر السياسي بين الدولتين، نتيجة الخلافات الدبلوماسية والصراعات منذ تقسيم الهند البريطانية عام 1947، وحروب الهند وباكستان، والنزاع في كشمير، في نشوء هذه المنافسة الرياضية الحادة بين دولتين تجمعهما جذور كروية مشتركة.
بدأت المواجهات بين الفريقين في عام 1952، عندما زارت باكستان الهند. ومنذ ذلك الحين، توالت مباريات الاختبار والكريكيت ذو المدى المحدود، رغم أن العديد من الجولات أُلغي أو أُجهض بسبب عوامل سياسية. ولم تُجرَ أي مباريات بين الدولتين من 1962 إلى 1977 بسبب الحربين في عامي 1965 و1971، كما تسببت حرب كارغيل 1999 وهجمات مومباي 2008 في تعطيل العلاقات الكروية مجددًا.
أدى تزايد أعداد الشتات الجنوب آسيوي من كلا البلدين في أنحاء العالم إلى تنظيم مباريات في دول محايدة مثل الإمارات العربية المتحدة وكندا، وشهدت هذه المباريات إقبالًا جماهيريًا كبيرًا ضمن سلسلة مباريات الكريكيت الدولية ليوم واحد (ODI) الثنائية أو المتعددة، فضلًا عن اللقاءات ضمن بطولات مجلس الكريكيت الدولي. وقد تجاوز عدد طلبات التذاكر لمباراة الفريقين في كأس العالم للكريكيت 2019 أكثر من 800,000 طلب، كما تابع البث التلفزيوني للمباراة حوالي 273 مليون مشاهد.
يتعرض لاعبو الفريقين عادةً لضغط جماهيري هائل لتحقيق الفوز، وغالبًا ما تصاحب الهزائم ردود فعل متطرفة من المشجعين، تشمل أحيانًا مظاهر الشغب. وفي الوقت نفسه، تُعد مباريات الهند وباكستان فرصة لدبلوماسية الكريكيت، حيث يُسمح لرؤساء الدول والمشجعين بالسفر لحضور المباريات بهدف تحسين العلاقات بين البلدين.

## التاريخ
شهد تقسيم الهند البريطانية عام 1947، الذي أدى إلى تأسيس دولتي الهند وباكستان المستقلتين، نزاعًا دمويًا بين الجماعات العرقية خلّف مليون قتيل تقريبًا، ونتج عنه هجرة جماعية قُدّرت بعشرة ملايين شخص بين الدولتين. وقد ساهمت تبعات التقسيم والنزاعات الإقليمية اللاحقة في نشوء منافسات محتدمة في الهوكي الأرضي وكرة القدم، وعلى نحو خاص في الكريكيت، الذي تطوّر خلال الاستعمار البريطاني ويُعد الرياضة الأكثر شعبية في البلدين.

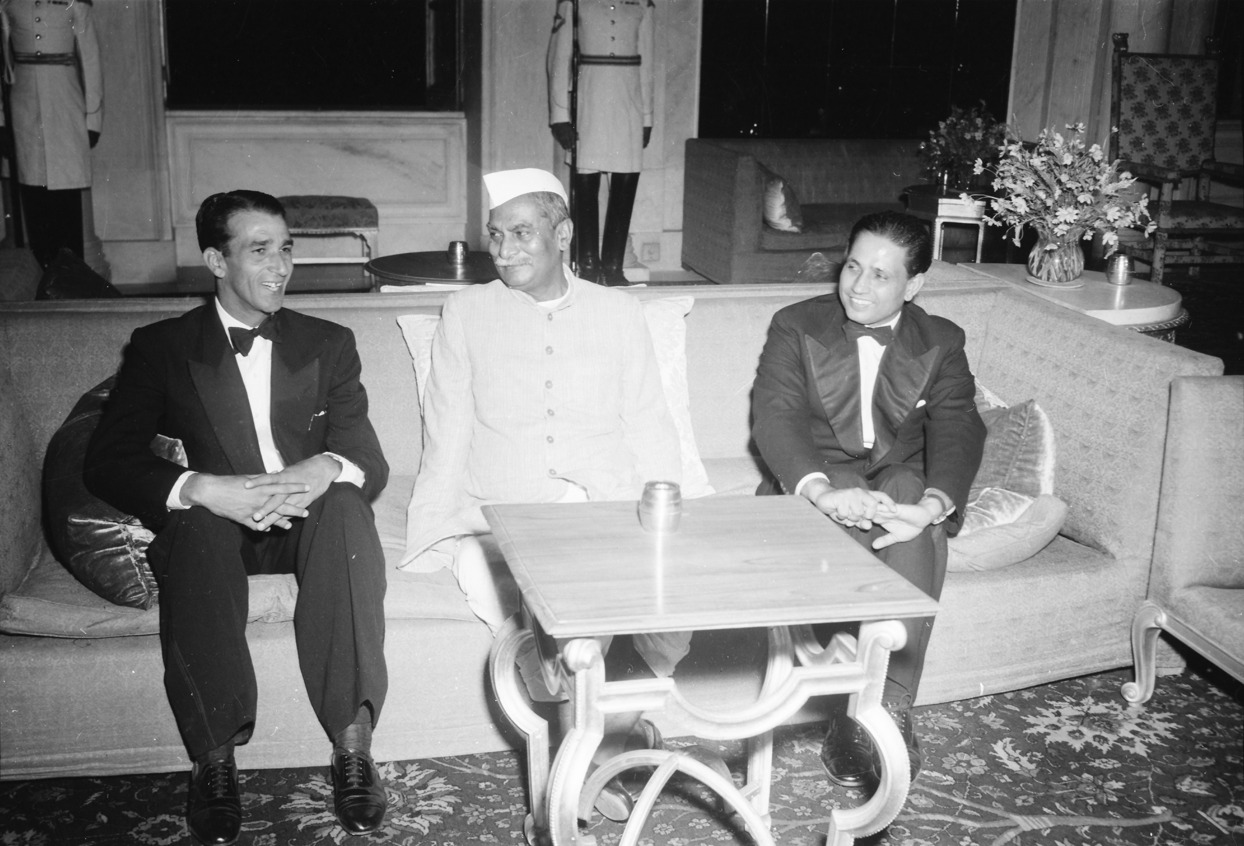
قائدا المنتخبين عبد الحفيظ كاردار (يسار) من باكستان ولالا أمارناث من الهند (يمين) مع الرئيس الهندي راجيندرا براساد (وسط) يوم أول مباراة اختبار في 16 أكتوبر 1952

أصبحت باكستان عضوًا في مؤتمر الكريكيت الإمبراطوري (الذي يعرف اليوم باسم مجلس الكريكيت الدولي) عام 1948، وحصلت على عضوية كاملة في يوليو 1952، ما أتاح لها خوض مباريات الاختبار. وقد كانت جولة الفريق إلى الهند في نفس العام أولى مشاركاته في اختبارات الكريكيت؛ فخسر المباراة الأولى في دلهي، وفاز في الثانية في لكناو، وهو ما أثار غضب الجماهير المحلية على اللاعبين الهنود. حسمت الهند السلسلة بعد فوزها في المباراة الثالثة في بومباي، غير أن الضغط الكبير دفع كلا الفريقين إلى تبني تكتيكات دفاعية أدت إلى انتهاء المباريات بالتعادل.
عند جولة الهند في باكستان عام 1955، مُنحت آلاف التأشيرات للمشجعين الهنود للسفر إلى لاهور، لكن مباريات سلسلة 1955 وجولة باكستان في 1961 انتهت كلها بالتعادل، ولم يتمكن أي من الفريقين من تحقيق الفوز. وأصبحت الشكاوى من حياد الحكام أمرًا شائعًا.
تسببت حرب 1965 بين الهند وباكستان، وحرب 1971 لاحقًا، في انقطاع المباريات حتى عام 1978، عندما عادت العلاقات الرياضية بجولة منتخب الهند للكريكيت في باكستان 1978–79.
خلال الثمانينيات والتسعينيات، اقتصرت لقاءات الفريقين على ملاعب محايدة، أبرزها الشارقة في الإمارات العربية المتحدة وتورونتو في كندا، حيث كان للجالية الجنوب آسيوية دور بارز في دعم هذه المباريات.
أسهمت بطولات كأس العالم للكريكيت، كأس العالم T20، دوري أبطال الكريكيت، كأس آسيا للكريكيت، وغيرها من المسابقات القارية، في توفير فرص منتظمة (وإن كانت قصيرة) لمواجهات بين المنتخبين.

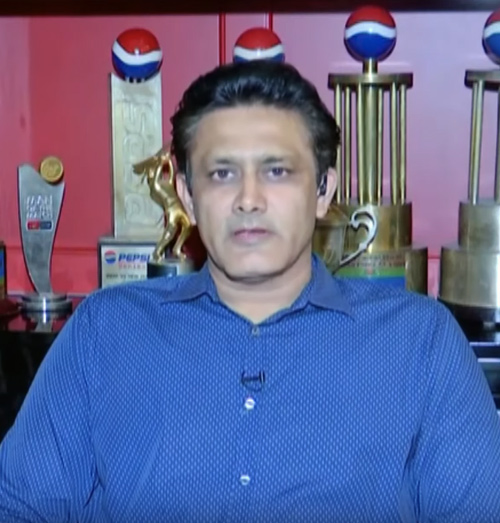
أنيل كومبلي أصبح ثاني لاعب في تاريخ الكريكيت يحقق عشرة ويكيت في مباراة واحدة ضد باكستان عام 1999

استؤنفت المباريات عام 1999 بعد زيارة رئيس وزراء الهند أتال بيهاري فاجبايي إلى باكستان، لكن حرب كارغيل لاحقًا أوقفت العلاقات مرة أخرى. ساعدت مبادرة فاجبايي للسلام عام 2003 على إعادة العلاقات، حيث زارت الهند باكستان بعد غياب دام نحو 15 عامًا. استمرت الزيارات المتبادلة حتى هجمات مومباي 2008، والتي أعقبتها الهند بإلغاء الجولة المقررة إلى باكستان وكل اللقاءات التالية.

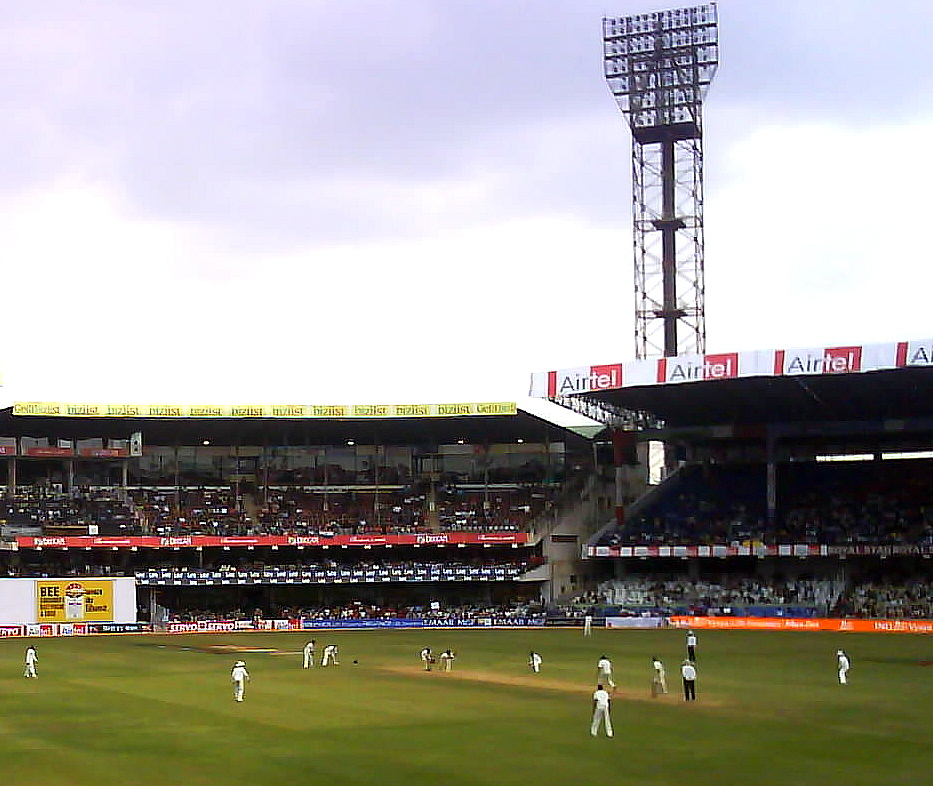
لقطة من آخر مباراة اختبار بين الهند وباكستان، بنغالور، 2007

الهجوم على فريق سريلانكا في لاهور عام 2009 أدى إلى تعليق استضافة باكستان لأي سلسلة اختبار لمدة عقد كامل، واستُبعدت من تنظيم كأس العالم للكريكيت 2011. رغم ذلك، تأهل المنتخبان لنصف النهائي في البطولة، وحضر كل من مانموهان سينغ ويوسف رضا جيلاني المباراة في موهالي ضمن مسعى لـدبلوماسية الكريكيت.

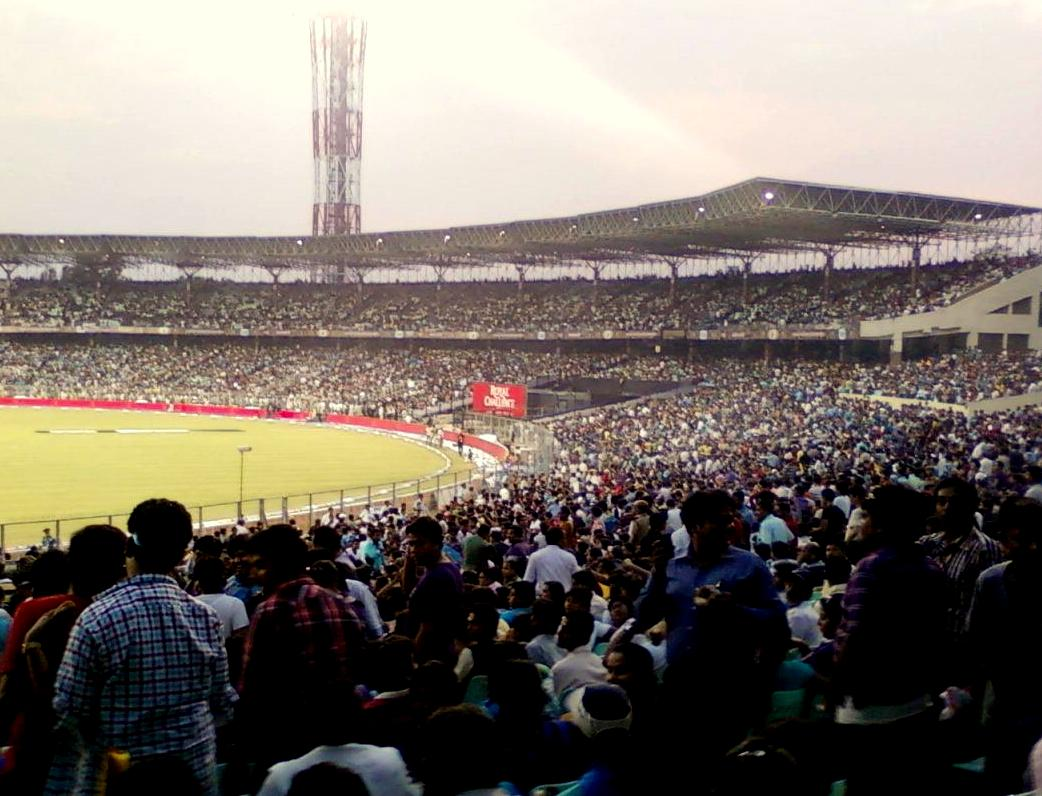
المباراة الثانية من السلسلة، كولكاتا، يناير 2013

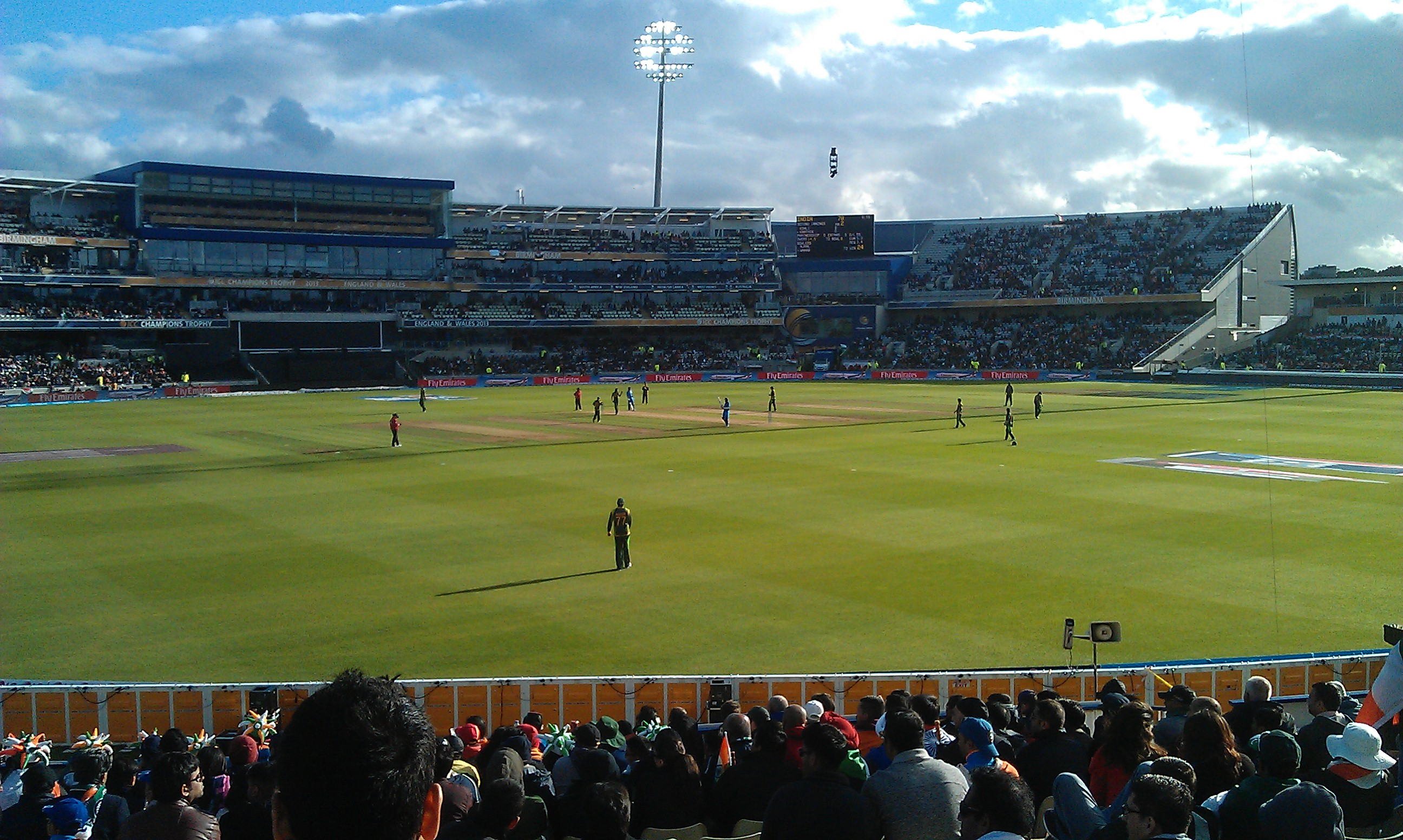
الهند وباكستان خلال دوري أبطال الكريكيت 2013

استؤنفت العلاقات الثنائية في ديسمبر 2012 بجولة باكستان للهند، لكن اتفاقية تنظيم ست سلاسل في ثماني سنوات لم تُنفذ بسبب الخلافات حول أماكن المباريات وجدولتها. وفي 2021، لعب المنتخبان مباراتهما الدولية رقم 200، حيث فازت باكستان لأول مرة على الهند في كأس العالم بأي صيغة.
ثم تصاعدت الأزمة مجددًا بشأن كأس آسيا 2023، حيث رفضت الهند اللعب في باكستان لأسباب أمنية، ما أدى إلى اعتماد نموذج "مختلط" لاستضافة البطولة.
في النسخة نفسها، التقى الفريقان مرتين، انتهت الأولى دون نتيجة بسبب الأمطار، فيما فازت الهند في المباراة الثانية بفارق 228 نقطة – وهو أعلى فوز للهند على باكستان في ODI. ثم واصلت الهند تفوقها بفوز في كأس العالم T20 2024 بفارق 6 نقاط، ثم في دوري أبطال الكريكيت 2025 بفارق 6 ويكيت، سجل فيها فيرات كوهلي هدفه الـ51 في مباريات ODI.

## ملخص النتائج
لعب الفريقان ما مجموعه 208 مباراة. فازت باكستان في 88 مباراة مقابل 76 فوزًا للهند. في مباريات الاختبار والـODI، تتفوق باكستان بعدد الانتصارات، في حين أن الهند فازت في تسع من أصل ثلاث عشرة مباراة في فئة الـT20 مقارنة بثلاثة انتصارات لباكستان.
| الفئة   | عدد المباريات | فوز الهند | فوز باكستان | تعادل/بدون نتيجة |
| ------- | ------------- | --------- | ----------- | ---------------- |
| اختبار  | 59            | 9         | 12          | 38               |
| ODI     | 136           | 58        | 73          | 5                |
| T20I    | 13            | 9         | 3           | 1                |
| المجموع | 208           | 76        | 88          | 44               |

- بالخط العريض تشير إلى أكثر عدد من الانتصارات.

### مقارنة الألقاب الرسمية الكبرى
| الألقاب على مستوى الكبار          | الهند | باكستان |
| --------------------------------- | ----- | ------- |
| كأس العالم                        | 2     | 1       |
| كأس العالم T20                    | 2     | 1       |
| دوري أبطال الكريكيت               | 3     | 1       |
| بطولة العالم لاختبار الكريكيت     | 0     | 0       |
| كأس آسيا للكريكيت                 | 8     | 2       |
| الكريكيت في دورة الألعاب الآسيوية | 1     | 0       |
| مجموع ألقاب الكبار                | 16    | 5       |
| الألقاب على مستوى الناشئين        | الهند | باكستان |
| كأس العالم للكريكيت تحت 19 سنة    | 5     | 2       |
| كأس آسيا تحت 19 سنة               | 8     | 0       |
| مجموع ألقاب الناشئين              | 13    | 2       |
| المجموع الكلي                     | 29    | 7       |

### مباريات ICC
تملك الهند سجلًا أفضل في كأس العالم، إذ تواجه الفريقان 8 مرات منذ عام 1992 ولم تحقق باكستان أي فوز خلالها. في كأس العالم للكريكيت 2011، أقصت الهند باكستان من نصف النهائي وواصلت طريقها للفوز بالبطولة. آخر مواجهة بين الفريقين كانت في كأس العالم للكريكيت 2023 على ملعب ناريندرا مودي في أحمد آباد، حيث فازت الهند بسبعة ويكيت، ليرتفع رصيدها إلى 8–0 في كأس العالم ODI.
في كأس العالم T20، أيضًا تتفوق الهند. فازت الهند بلقب كأس العالم T20 لعام 2007 على حساب باكستان في النهائي. وحققت باكستان أول فوز لها في كأس العالم T20 على الهند في نسخة 2021.
في دوري أبطال الكريكيت، فاز كل من الفريقين ثلاث مرات في ست مواجهات مباشرة. تقابل الفريقان في نهائي دوري أبطال الكريكيت 2017، وفازت باكستان بنتيجة 180 نقطة، بعد أن خسرت أمام الهند في دور المجموعات.
لا يتقابل المنتخبان حاليًا في مباريات الاختبار، ولم يتواجها في بطولة العالم لاختبار الكريكيت.
| البطولة                       | عدد المباريات | فوز الهند | فوز باكستان | تعادل/بدون نتيجة |
| ----------------------------- | ------------- | --------- | ----------- | ---------------- |
| كأس العالم للكريكيت           | 8             | 8         | 0           | 0                |
| كأس العالم T20                | 8             | 6         | 1           | 1                |
| دوري أبطال الكريكيت           | 6             | 3         | 3           | 0                |
| بطولة العالم لاختبار الكريكيت | 0             | 0         | 0           | 0                |
| الإجمالي                      | 22            | 17        | 4           | 1                |

### مباريات ACC
التقى الفريقان 19 مرة في كأس آسيا للكريكيت (بما في ذلك النسخ بنظام T20). فازت الهند في عشر مواجهات، مقابل سبعة انتصارات لباكستان، بينما انتهت مباراتان بدون نتيجة بسبب الأمطار.
| البطولة             | عدد المباريات | فوز الهند | فوز باكستان | تعادل/بدون نتيجة |
| ------------------- | ------------- | --------- | ----------- | ---------------- |
| كأس آسيا ODI        | 15            | 8         | 5           | 2                |
| كأس آسيا T20        | 3             | 2         | 1           | 0                |
| بطولة آسيا للاختبار | 1             | 0         | 1           | 0                |
| الإجمالي            | 19            | 10        | 7           | 2                |

## بطولات مجلس الكريكيت الدولي التي فاز بها المنتخبان
شارك المنتخبان في بطولات كأس العالم، ودوري أبطال الكريكيت، وبطولة العالم لاختبار الكريكيت، وهي بطولات تُنظم من قبل مجلس الكريكيت الدولي، الهيئة الحاكمة للكريكيت عالميًا.

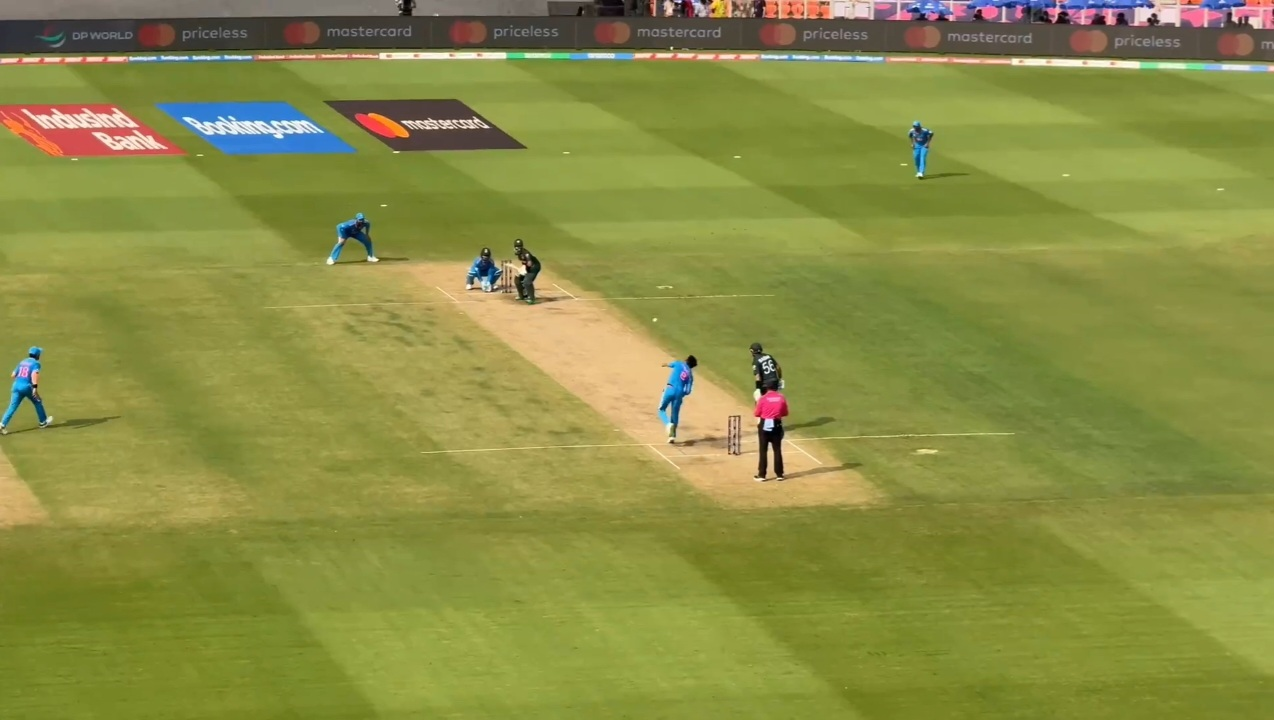
مباراة بين الهند وباكستان في كأس العالم للكريكيت 2023

فازت الهند بـكأس العالم للكريكيت مرتين، بينما أحرزت باكستان اللقب مرة واحدة. كما فازت الهند بـكأس العالم T20 للرجال مرتين أيضًا، وكانت النسخة الأولى في 2007 قد شهدت نهائيًا بين الفريقين فازت به الهند. وفازت الهند بثلاثة ألقاب في دوري أبطال الكريكيت، مقابل لقب وحيد لباكستان في نسخة 2017، بعد أن هزمت الهند في النهائي. لم يفز أي من الفريقين ببطولة العالم لاختبار الكريكيت، رغم وصول الهند إلى النهائي في النسختين السابقتين.
| البطولة                       | الهند                | باكستان  |
| ----------------------------- | -------------------- | -------- |
| كأس العالم للكريكيت           | 2 (1983، 2011)       | 1 (1992) |
| كأس العالم T20                | 2 (2007، 2024)       | 1 (2009) |
| دوري أبطال الكريكيت           | 3 (2002، 2013، 2025) | 1 (2017) |
| بطولة العالم لاختبار الكريكيت | 0                    | 0        |
| المجموع                       | 7                    | 3        |

### كأس العالم للكريكيت (المواجهات المباشرة)
| السنة | المرحلة       | الملعب                                     | النتيجة                         | أفضل لاعب في المباراة | بطاقة المباراة |
| ----- | ------------- | ------------------------------------------ | ------------------------------- | --------------------- | -------------- |
| 1992  | دور المجموعات | ملعب سيدني للكريكيت، سيدني، أستراليا       | الهند فازت بـ 43 نقطة           | الهند ساشين تندولكر   | بطاقة النتيجة  |
| 1996  | ربع النهائي   | ملعب تشيناسوامي، بنغالور، الهند            | الهند فازت بـ 39 نقطة           | الهند نافجوت سيدهو    | بطاقة النتيجة  |
| 1999  | السوبر 6      | أولد ترافورد، مانشستر، إنجلترا             | الهند فازت بـ 47 نقطة           | الهند فينكاتيش براساد | بطاقة النتيجة  |
| 2003  | دور المجموعات | سنشوريون بارك، جنوب أفريقيا                | الهند فازت بـ 6 ويكيت           | الهند ساشين تندولكر   | بطاقة النتيجة  |
| 2011  | نصف النهائي   | ملعب اتحاد البنجاب للكريكيت، موهالي، الهند | الهند فازت بـ 29 نقطة           | الهند ساشين تندولكر   | بطاقة النتيجة  |
| 2015  | دور المجموعات | ملعب أديلايد أوفال، أديلايد، أستراليا      | الهند فازت بـ 76 نقطة           | الهند فيرات كوهلي     | بطاقة النتيجة  |
| 2019  | دور المجموعات | أولد ترافورد، مانشستر، إنجلترا             | الهند فازت بـ 89 نقطة (وفق DLS) | الهند روهيت شارما     | بطاقة النتيجة  |
| 2023  | دور المجموعات | ملعب ناريندرا مودي، أحمد آباد، الهند       | الهند فازت بـ 7 ويكيت           | الهند جسبرت بومراه    | بطاقة النتيجة  |

نظرة عامة على أداء الفريقين في كل نسخة من بطولات كأس العالم موضحة أدناه. تم ذكر عدد الفرق المشاركة بين قوسين لكل نسخة.
| المنتخب / العام | (8) 1975 | (8) 1979    | (8) 1983    | (8) 1987    | (9) 1992 | (12) 1996   | (12) 1999 | (14) 2003 | (16) 2007 | (14) 2011   | (14) 2015   | (10) 2019   | (10) 2023 | المشاركات |
| --------------- | -------- | ----------- | ----------- | ----------- | -------- | ----------- | --------- | --------- | --------- | ----------- | ----------- | ----------- | --------- | --------- |
| الهند           | GP       | GP          | بطل         | نصف النهائي | 7        | نصف النهائي | 6         | الوصيف    | GP        | بطل         | نصف النهائي | نصف النهائي | الوصيف    | 13        |
| باكستان         | GP       | نصف النهائي | نصف النهائي | نصف النهائي | بطل      | ربع النهائي | الوصيف    | GP        | GP        | نصف النهائي | ربع النهائي | 5           | 5         | 13        |

دليل الألوان:
- بطل – فائز بالبطولة
- الوصيف – وصيف
- نصف النهائي – نصف النهائي
- ربع النهائي – ربع النهائي
- GP – دور المجموعات / الجولة الأولى
- — الدولة المستضيفة

### كأس العالم تي توينتي للرجال (المواجهات المباشرة)
| السنة | المرحلة       | الملعب                                                        | النتيجة                              | أفضل لاعب في المباراة | بطاقة المباراة |
| ----- | ------------- | ------------------------------------------------------------- | ------------------------------------ | --------------------- | -------------- |
| 2007  | دور المجموعات | ملعب كينغسميد، دربان، جنوب أفريقيا                            | الهند فازت برميات الترجيح (bowl-out) | باكستان محمد آصف      | بطاقة النتيجة  |
| 2007  | النهائي       | ملعب واندررز، جوهانسبرغ، جنوب أفريقيا                         | الهند فازت بـ 5 نقاط                 | الهند إرفان باثان     | بطاقة النتيجة  |
| 2012  | سوبر 8        | ملعب آر. بريمداسا، كولومبو، سريلانكا                          | الهند فازت بـ 8 ويكيت                | الهند فيرات كوهلي     | بطاقة النتيجة  |
| 2014  | سوبر 10       | ملعب شير إي بنغلا، دكا، بنغلاديش                              | الهند فازت بـ 7 ويكيت                | الهند أميت ميشرا      | بطاقة النتيجة  |
| 2016  | سوبر 10       | ملعب إدن جاردنز، كولكاتا، الهند                               | الهند فازت بـ 6 ويكيت                | الهند فيرات كوهلي     | بطاقة النتيجة  |
| 2021  | سوبر 12       | ملعب دبي الدولي للكريكيت، دبي، الإمارات                       | باكستان فازت بـ 10 ويكيت             | باكستان شاهين أفريدي  | بطاقة النتيجة  |
| 2022  | سوبر 12       | ملعب ملبورن للكريكيت، ملبورن، أستراليا                        | الهند فازت بـ 4 ويكيت                | الهند فيرات كوهلي     | بطاقة النتيجة  |
| 2024  | دور المجموعات | ملعب مقاطعة ناسو الدولي للكريكيت، إيست ميدو، الولايات المتحدة | الهند فازت بـ 6 نقاط                 | الهند جسبرت بومراه    | بطاقة النتيجة  |

## بطولات كأس آسيا التي فاز بها المنتخبان
شارك الفريقان في 15 من أصل 16 نسخة من كأس آسيا التي تم تنظيمها. انسحبت الهند من النسخة الثانية من بطولة آسيا للاختبار بعد مشاركتها في الأولى فقط، بينما شاركت باكستان في كلتا النسختين. يميل السجل لصالح الهند بنتيجة 8–3 في بطولات ACC.
| البطولة              | الهند | باكستان |
| -------------------- | ----- | ------- |
| كأس آسيا – نسخة ODI  | 7     | 2       |
| كأس آسيا – نسخة T20I | 1     | 0       |
| بطولة آسيا للاختبار  | 0     | 1       |
| المجموع              | 8     | 3       |

## قائمة سلاسل مباريات الاختبار

### النتائج العامة لمباريات الاختبار
| الحقبة  | عدد المباريات | فازت بها الهند | فازت بها باكستان | تعادل |
| ------- | ------------- | -------------- | ---------------- | ----- |
| 1950s   | 10            | 2              | 1                | 7     |
| 1960s   | 5             | 0              | 0                | 5     |
| 1970s   | 9             | 2              | 2                | 5     |
| 1980s   | 20            | 0              | 4                | 16    |
| 1990s   | 3             | 1              | 2                | 0     |
| 2000s   | 12            | 4              | 3                | 5     |
| 2010s   | –             | –              | –                | –     |
| 2020s   | –             | –              | –                | –     |
| المجموع | 59            | 9              | 12               | 38    |

تم لعب خمس عشرة سلسلة اختبار بين المنتخبين، إضافة إلى مباراة اختبارية واحدة أُقيمت في فبراير 1999 ضمن بطولة آسيا للاختبار. استضافت الهند ثماني سلاسل بإجمالي 33 مباراة، بينما استضافت باكستان سبع سلاسل بـ 26 مباراة. فاز كل فريق بأربع سلاسل، منها سلسلة واحدة خارج أرضه: فازت باكستان في الهند عام 1987، وفازت الهند في باكستان عام 2004. بشكل عام، تتفوق باكستان بعدد الانتصارات في مباريات الاختبار المباشرة.
| الموسم  | الدولة المستضيفة | تاريخ بدء أول مباراة | عدد المباريات | فازت بها الهند | فازت بها باكستان | تعادل | الفائز بالسلسلة |
| ------- | ---------------- | -------------------- | ------------- | -------------- | ---------------- | ----- | --------------- |
| 1952–53 | الهند            | 16 أكتوبر 1952       | 5             | 2              | 1                | 2     | الهند           |
| 1954–55 | باكستان          | 1 يناير 1955         | 5             | 0              | 0                | 5     | تعادل           |
| 1960–61 | الهند            | 2 ديسمبر 1960        | 5             | 0              | 0                | 5     | تعادل           |
| 1978–79 | باكستان          | 16 أكتوبر 1978       | 3             | 0              | 2                | 1     | باكستان         |
| 1979–80 | الهند            | 21 نوفمبر 1979       | 6             | 2              | 0                | 4     | الهند           |
| 1982–83 | باكستان          | 10 ديسمبر 1982       | 6             | 0              | 3                | 3     | باكستان         |
| 1983–84 | الهند            | 14 سبتمبر 1983       | 3             | 0              | 0                | 3     | تعادل           |
| 1984–85 | باكستان          | 17 أكتوبر 1984       | 2             | 0              | 0                | 2     | تعادل           |
| 1986–87 | الهند            | 3 فبراير 1987        | 5             | 0              | 1                | 4     | باكستان         |
| 1989–90 | باكستان          | 15 نوفمبر 1989       | 4             | 0              | 0                | 4     | تعادل           |
| 1998–99 | الهند            | 28 يناير 1999        | 2             | 1              | 1                | 0     | تعادل           |
| 2003–04 | باكستان          | 28 مارس 2004         | 3             | 2              | 1                | 0     | الهند           |
| 2004–05 | الهند            | 8 مارس 2005          | 3             | 1              | 1                | 1     | تعادل           |
| 2005–06 | باكستان          | 13 يناير 2006        | 3             | 0              | 1                | 2     | باكستان         |
| 2007–08 | الهند            | 22 نوفمبر 2007       | 3             | 1              | 0                | 2     | الهند           |
| المجموع | 15               |                      | 58            | 9              | 11               | 38    |                 |

## قائمة سلاسل مباريات الـ ODI

### النتائج العامة لمباريات الـ ODI
| العقد   | عدد المباريات | فازت بها الهند | فازت بها باكستان | بدون نتيجة |
| ------- | ------------- | -------------- | ---------------- | ---------- |
| 1970s   | 3             | 1              | 2                | 0          |
| 1980s   | 32            | 9              | 19               | 4          |
| 1990s   | 46            | 17             | 26               | 3          |
| 2000s   | 41            | 18             | 22               | 1          |
| 2010s   | 15            | 10             | 4                | 0          |
| 2020s   | 4             | 3              | 0                | 1          |
| المجموع | 140           | 58             | 73               | 9          |

خاض المنتخبان ما مجموعه 16 سلسلة ODI بينهما. أُقيمت خمس سلاسل في الهند، وسبع في باكستان، وأربع على أراضٍ محايدة (منها ثلاث في كندا بين 1996 و1998، وواحدة في الإمارات العربية المتحدة عام 2006). فازت باكستان بـ 10 سلاسل، بينما فازت الهند بـ 5، وتعادلت سلسلة واحدة (سلسلة مباراتين في الإمارات عام 2005–06).
| الموسم   | الدولة المستضيفة | تاريخ أول مباراة | عدد المباريات | فازت بها الهند | فازت بها باكستان | تعادل / بدون نتيجة | الفائز بالسلسلة |
| -------- | ---------------- | ---------------- | ------------- | -------------- | ---------------- | ------------------ | --------------- |
| 1978–79  | باكستان          | 1 أكتوبر 1978    | 3             | 1              | 2                | 0                  | باكستان         |
| 1982–83  | باكستان          | 3 ديسمبر 1982    | 4             | 1              | 3                | 0                  | باكستان         |
| 1983–84  | الهند            | 10 سبتمبر 1983   | 2             | 2              | 0                | 0                  | الهند           |
| 1984–85  | باكستان          | 12 أكتوبر 1984   | 2             | 0              | 1                | 1                  | باكستان         |
| 1986–87  | الهند            | 27 يناير 1987    | 6             | 1              | 5                | 0                  | باكستان         |
| 1989–90  | باكستان          | 16 ديسمبر 1989   | 3             | 0              | 2                | 1                  | باكستان         |
| 1996     | كندا             | 16 سبتمبر 1996   | 5             | 2              | 3                | 0                  | باكستان         |
| 1997     | كندا             | 13 سبتمبر 1997   | 5             | 4              | 1                | 0                  | الهند           |
| 1997–98  | باكستان          | 28 سبتمبر 1997   | 3             | 1              | 2                | 0                  | باكستان         |
| 1998     | كندا             | 12 سبتمبر 1998   | 5             | 1              | 4                | 0                  | باكستان         |
| 2003–04  | باكستان          | 13 مارس 2004     | 5             | 3              | 2                | 0                  | الهند           |
| 2004–05  | الهند            | 2 أبريل 2005     | 6             | 2              | 4                | 0                  | باكستان         |
| 2005–06  | باكستان          | 6 فبراير 2006    | 5             | 4              | 1                | 0                  | الهند           |
| 2005–06  | الإمارات         | 18 أبريل 2006    | 2             | 1              | 1                | 0                  | تعادل           |
| 2007–08  | الهند            | 5 نوفمبر 2007    | 5             | 3              | 2                | 0                  | الهند           |
| 2012–13  | الهند            | 30 ديسمبر 2012   | 3             | 1              | 2                | 0                  | باكستان         |
| الإجمالي |                  |                  | 65            | 27             | 35               | 2                  |                 |

## قائمة سلاسل المباريات الدولية العشرينية (T20I)

### نتائج مباريات T20I الإجمالية
آخر تحديث 23:05، الإثنين 9 يونيو 2025 (ت ع م).
| العقد   | المباريات | النتيجة | النتيجة | النتيجة          |
| العقد   | المباريات | الهند   | باكستان | تعادل/بدون نتيجة |
| ------- | --------- | ------- | ------- | ---------------- |
| 2000s   | 2         | 1       | 0       | 1                |
| 2010s   | 6         | 5       | 1       | 0                |
| 2020s   | 5         | 3       | 2       | 0                |
| المجموع | 13        | 9       | 3       | 1                |

لم تلعب الفرق سوى سلسلة دولية واحدة في T20I، وهي سلسلة من مباراتين أُقيمت في عام 2012 كجزء من جولة باكستان في الهند. فاز كل فريق بمباراة واحدة، مما جعل السلسلة تنتهي بالتعادل.
| السنة   | الدولة المستضيفة | تاريخ أول مباراة | عدد المباريات | فازت بها الهند | فازت بها باكستان | تعادل/بدون نتيجة | الفائز |
| ------- | ---------------- | ---------------- | ------------- | -------------- | ---------------- | ---------------- | ------ |
| 2012–13 | الهند            | 25 ديسمبر 2012   | 2             | 1              | 1                | 0                | تعادل  |
| المجموع |                  |                  | 2             | 1              | 1                | 0                |        |